# Дача великого князя Бориса Владимировича
Дача великого князя Бориса Владимировича — усадьба конца XIX века великого князя Бориса Владимировича; первый архитектурный памятник в стиле модерн в Санкт-Петербурге. Представляет собой комплекс зданий, в котором, в противовес господствовавшей в то время эклектике, воплотились новые принципы организации архитектурного объекта.
Усадьба построена в 1896—1897 годах лондонской фирмой «Мэйпл» под руководством архитекторов Шернборна и Скотта. В усадебный ансамбль входили следующие здания: главный (жилой) дом, каретник, конюшни, а также не сохранившийся чайный домик для близких друзей. Ещё одна часть комплекса — запасной дом со службами — была построена в 1899 году по проекту А. фон Гогена. Дача расположена по адресу: город Пушкин (Санкт-Петербург), Московское шоссе, 11; в настоящее время принадлежит Всероссийскому институту растениеводства имени Н. И. Вавилова.

## Новый архитектурный стиль
Новый архитектурный стиль в Великобритании складывался под влиянием движения «Искусства и ремёсла», чьи участники опирались на исторически сложившиеся каноны и черпали вдохновение у мастеров средневековья. Именно из этой эпохи были перенесены и традиции возведения частных домов. Квинтэссенцией представления о том, каким должен быть настоящий дом-коттедж, стал знаменитый Красный дом, построенный для своей семьи Уильямом Моррисом по проекту Филиппа Уэбба (1859). Этот коттедж дал начало новому направлению в воспроизведении готических образцов, столь популярному в XIX веке, — в русле средневековой утилитарности, обращения к человеку, понимания его потребности в удобстве и уюте жилища. Моррис, увлечённый Средневековьем, в том числе архитектурой и прикладным искусством, не был простым копиистом. Он творчески переосмысливал искусство прошлого, опираясь на его «внутреннюю логику». Его целью стало внедрение красоты прошлого в современную жизнь. Теории Морриса оказали значительное воздействие на архитекторов рубежа столетий: Уэбба, Нормана Шоу, Чарлза Войси, Бейли Скотта, которые, в свою очередь, содействовали эволюции архитектуры и дизайна как в Европе, так и в Северной Америке.
Мода на готику зародилась в России ещё в первой трети XIX века под влиянием литературы (романы В. Скотта и Э. Булвер-Литтона), а позднее укрепилась, когда императорская семья стала более тесно через браки связана с британским королевским домом. Первым зданием, построенным в России в «готическом стиле», стал Коттедж — царская резиденция в Александрии (Петергоф, 1826—1829). Идея коттеджа как дома загородной усадьбы, наиболее отвечавшего потребностям его обитателей, с его простотой и цельностью, скромным и стильным декором, встроенностью в окружающую среду, нашла в России поддержку даже у самых горячих поклонников русской архитектуры. Так, В. Стасов писал: «То, что зовётся „комфортом“ в жизни, создано по преимуществу англичанином и уже только от него стало понемногу (и очень поздно) переходить к остальным людям в Европе <…> Чего требует жизнь и её разумный „комфорт“, то и даёт английский коттедж и вилла».

## История

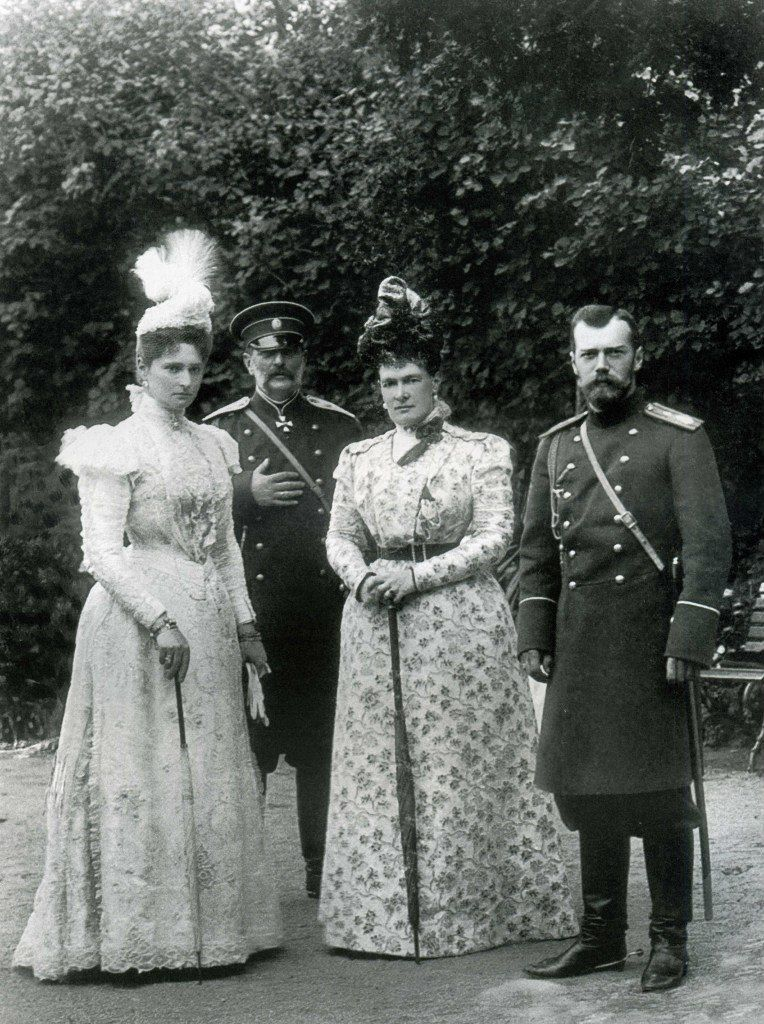
Николай II (справа) и великий князь Владимир Александрович с жёнами. Фотография 1898 года

Усадебный комплекс, включающий главный дом, службы и сад, расположен на восточном берегу Колонистского пруда, этот участок земли в Отдельном парке находился во владении великого князя Владимира Александровича (1847—1909). Дача была подарком его сыну Борису на двадцатилетие, возможно (существует такое предание), от его крёстной — королевы Виктории. Строительство началось в 1896 году. По мнению М. В. Нащокиной, основанному на результатах осмотра здания, все строительные материалы для него, а также исполнители работ были привезены из Англии. Весной 1897 года русские архитекторы осмотрели дачу, о чём сообщалось на собрании Петербургского общества архитекторов. Было отмечено, что многое в этом доме «по приёмам своим ново и несогласно с приёмами русских строителей».
Имена архитекторов, строивших усадьбу в 1896—1897 годах, назвал А. фон Гоген в декабре 1898 года. Кроме фамилий о них ничего не известно — документы по строительству главного дома показывают, что строила его английская фирма, но имена архитекторов в них отсутствуют. Как указывает Б. Кириков, оба архитектора работали для царской семьи. Шернборн (или Шербон) с фирмой «Мэйпл» занимался оформлением интерьеров Александровского дворца. Скотт также был архитектором этой фирмы, позднее (1898—1899) под его руководством декорировались личные комнаты во дворце великого князя Павла Александровича в Петербурге. В то же время М. Нащокина предполагает, что во время строительства использовались работы английского гравёра, автора «Истории английской средневековой архитектуры» в трёх томах, Чарлза Уильяма Шерборна. Архитектор же великокняжеской дачи Скотт — это, по мнению Нащокиной, был не кто иной, как сам Макей Хью Бейли Скотт, работавший с 1897 года в Дармштадте для некоторых коронованных особ и известный в России. При этом Нащокина отмечает, что Скотту совсем необязательно было находиться на месте строительства. Возможно, работы велись по эскизам, которые он делал и присылал в Россию.

## Описание

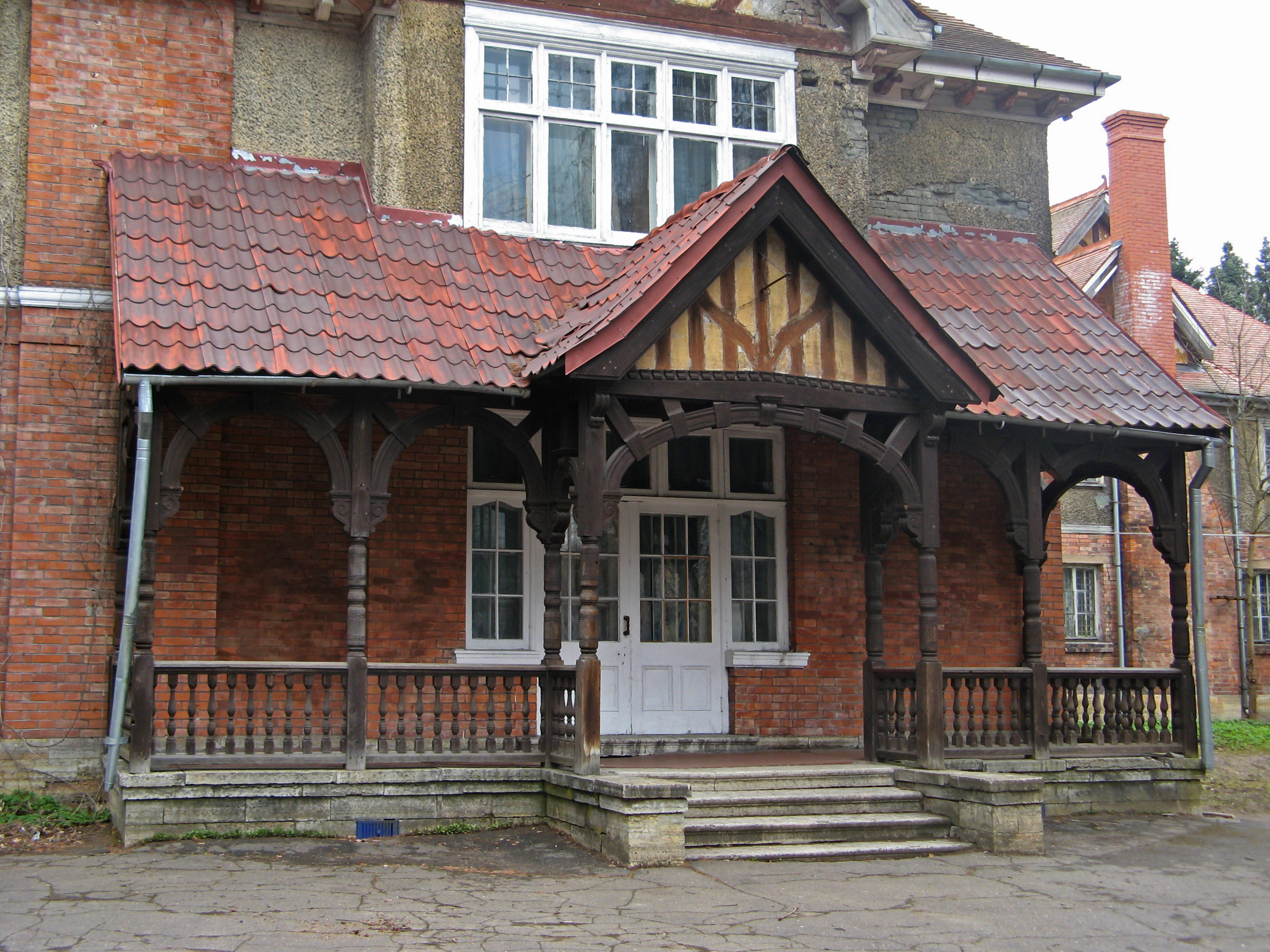
Крыльцо главного дома

Усадебный комплекс состоит из главного дома-дворца, конюшенного корпуса (они были возведены одновременно в 1896—1897 годах) и запасного дома, построенного по проекту А. фон Гогена в 1899 году.
Главный дом стоит в специально разбитом парке, где высажены кустарники, хвойные и лиственные деревья, есть фонтан, облицованный мрамором, цветник, дорожки разнообразной конфигурации. К подъезду главного дома от Колонистского пруда идёт аллея из туй. Именно с усадьбы великого князя туя распространилась по близлежащей территории Отдельного парка. В саду были высажены липа, клён, вяз, сосна и лиственница. При планировке территории была предусмотрена защита усадьбы со всех сторон от ветра. Со стороны Московского шоссе на берегу пруда сохранился усадебный каменный причал. Участок обнесён оградой с двумя воротами. Аллеи, которые направлены к главным фасадам, берут своё начало у ограды, а завершались деревом, посаженным по оси аллеи. Одно из двух деревьев — лиственница, сохранилось до наших дней. Въезды: один со стороны Московского шоссе, второй — Луговой и Дубовой аллей идут по дорожкам, расположенным по диагоналям.
В плане дом имеет Г-образную форму, служебный и парадный корпуса соединяются переходом. В нижнем этаже — открытая кирпичная кладка на известковом растворе, очень качественно исполненная. Швы кладки расшиты цементной обмазкой. На втором этаже фасад оштукатурен внабрызг, цоколь сложен из известняка. Средняя ось фасада несколько заглублена. Стены завершаются фахверковыми щипцами прихотливого рисунка и различной формы: треугольной и трапециевидной. Черепичная кровля многоскатная. На первый план выступает сочетание разных объёмов в целом, вся композиция построена с учётом того, что здание может рассматриваться наблюдателем с разных позиций. Оно напоминает об архитектуре Тюдоровской эпохи, синтезировавшей нормандские и англосаксонские традиции. Возможно, как считает Б. Кириков, Шернборн и Скотт вдохновлялись постройками с «декоративным фахверком» архитектора Н. Шоу, а также работами знаменитого современника — мастера модерна М. Х. Бейли Скотта. В проектах последнего ритмический строй сооружения также образуется сменой щипцов разнообразной формы, выступами из плоскости фасада трёхгранных фонариков; разнообразен фахверковый рисунок, где прямолинейные элементы сочетаются с криволинейными; поверхности открытой кирпичной кладки сменяются декоративной штукатуркой. Как и у Бейли Скотта, фасады дачи прорезаны широкими лежачими окнами. Эти широкие окна без наличников чередуются с узкими, оконные проёмы сдвинуты относительно осей симметрии, что связано с внутренней планировкой здания, это дополнительно оживляет фасады. В верхней части окна мелко расстеклованы, в то же время они практически лишены декора. Деревянные колонки крылец украшены резьбой. Холл главного дома, как и у традиционного английского особняка, двухъярусный, с большим витражом. Являясь центром всего пространства, он объединяет все помещения дома.

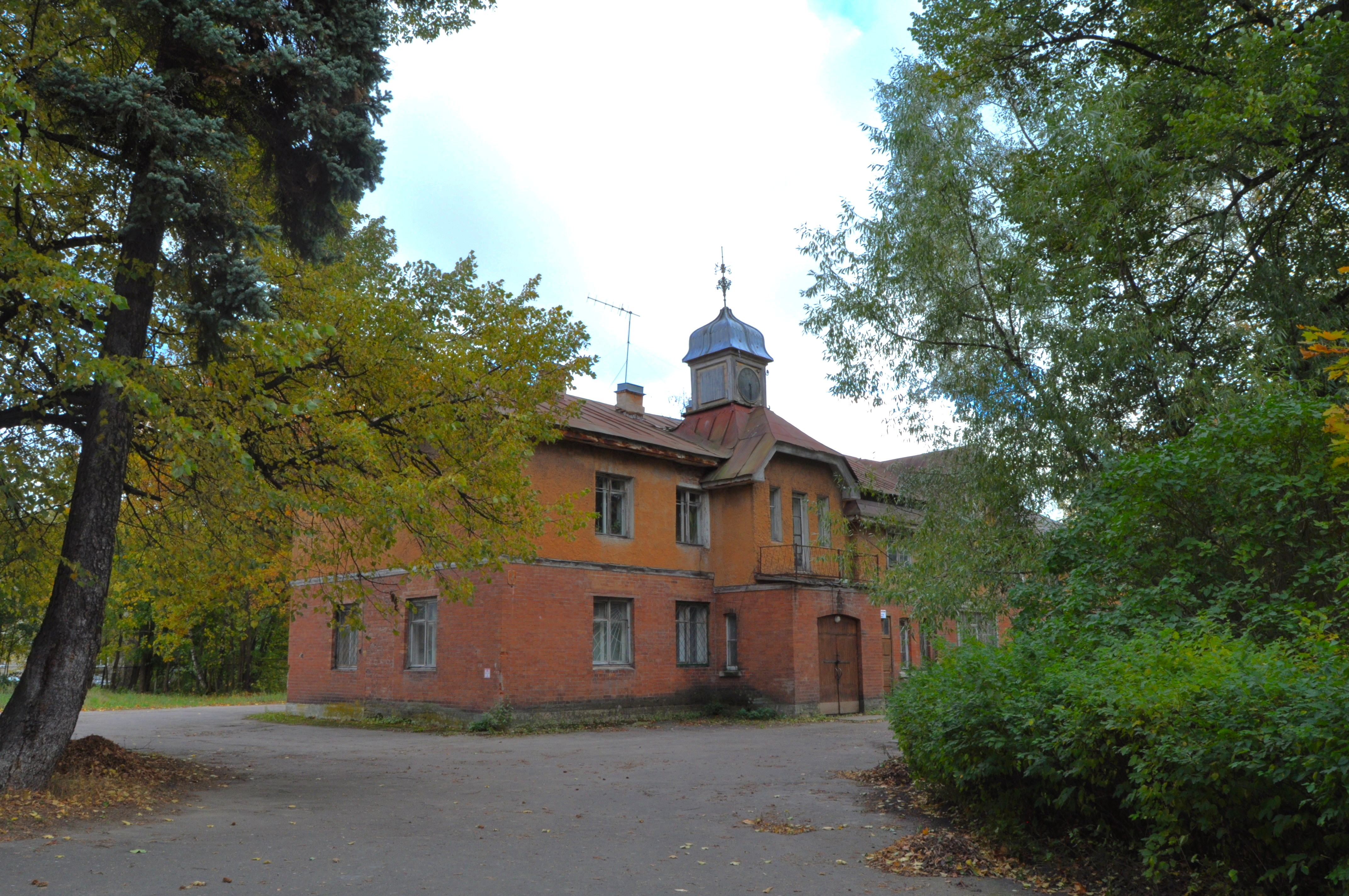
Конюшенный корпус

Элементы сооружения объединены в систему крупными, чётко акцентированными объёмами, гладкими фасадными плоскостями, ясно читающимся общим силуэтом. Структурные закономерности построения здания раскрываются сопоставлением цвета и фактуры, чётким графическим рисунком фахверка, при этом делается упор на особенности, как эстетические, так и конструктивные, свойственные каждому из материалов. В целом и частностях здание явилось новинкой для архитектуры Санкт-Петербурга, в то время как в Великобритании подобные дома были привычным явлением.
В холле берёт своё начало лестница, ведущая на балкон второго этажа, коридоры отсутствуют. Оригинальные интерьеры сохранились частично: до нашего времени дошли деревянные панели обшивки, колонки и плафоны, декорированные резьбой, камины из мрамора, обои с тиснением, полотна входных дверей, дверные ручки из бронзы. Дом оснащён системой водяного отопления, что в то время было новаторством. Как отмечает М. Нащокина, в 2009 году батареи отопления, несмотря на свой солидный возраст (прошло более века с постройки усадьбы), всё ещё работали.
Конюшенный корпус повторяет формы главного дома в более простом варианте. Кирпичная кладка, как и в главном корпусе, выполнена очень ровно. Здесь появляется небольшая башенка с часами, венчающая здание, что снова отсылает к работам Бейли Скотта. Не сохранились наружная лестница и балкон из дерева, щипец, черепичное покрытие кровли.
В 1899 году по проекту А. фон Гогена был построен запасной дом. Здесь повторяются приёмы первых построек усадебного комплекса: снова использованы фахверк, щипцы, завершающие фасадные стены, черепица, стены, выполненные из красного кирпича, окна, вытянутые в ширину. Но у фон Гогена здание имеет более сложную объёмно-пространственную конструкцию, добавлена круглая башенка, в которой спрятана лестница. Фасад изначально прорезался аркой в форме подковы, позднее она была заложена кирпичом. Восточная часть запасного дома была отведена под экипажное хозяйство, в западной размещались гараж и шофёрская квартира. Во втором этаже были жилые комнаты. Несмотря на то, что запасной дом имел практическое назначение, он выглядит более элегантно, чем главный коттедж.

## Влияние
Дача послужила образцом для загородных построек в так называемом «англосаксонском стиле», благодаря ей зародилось неоромантическое направление петербургской архитектуры модерна. При этом цели создать сооружение, которое бы начало новое направление в петербургской архитектуре, заказчик, видимо, не ставил. Здания усадьбы строились с таким расчётом, чтобы обеспечить максимальное удобство его обитателям, тот комфорт, который присущ «настоящему английскому коттеджу». Но именно вследствие её появления окрестности Петербурга стали застраиваться домами подобного типа, в их числе: дачи К. К. Шмидта (Павловск), проекты С. А. Данини (Школа нянь, Императорский гараж, особняк графа В. В. Гудовича — все в Царском Селе), магазин Гвардейского экономического общества (А. фон Гоген и В. И. Шене, Царское Село). Известно, что по желанию императрицы Александры Фёдоровны постройки в Царском Селе отныне выдерживались в этом стиле.

## ПослеОктябрьской революции 1917 года
В 1918 году Борис Владимирович эмигрировал. Его дача в Царском Селе перешла Наркомпросу, и в ней жил до своего переезда в Москву А. В. Луначарский. С 1922 года строения дачи занимает Всесоюзный институт растениеводства имени Н. И. Вавилова.
На территории дачи Бориса Владимировича снимались многие художественные фильмы, в том числе: две серии «Приключения Шерлока Холмса и доктора Ватсона», «Женщина в белом» и другие.

## Комментарии
1. ↑  Здесь М. Нащокина высказывает сомнение, что Виктория была крёстной Бориса Владимировича, поскольку принадлежала к другому вероисповеданию[9].